# Niels Højlund
Niels Juul Højlund (født 31. december 1931 på gården Julielund ved Allingåbro, død 12. juni 2014) var en dansk forfatter og samfundsdebattør. 
Højlund var søn af et proprietærpar fra Djursland, Chresten Peter Højlund (død 1970) og hustru Anna Margrethe født Juul (død 1938), blev student fra Randers Statsskole i 1950 og uddannet cand. mag. i historie og kristendomskundskab fra Aarhus Universitet i 1958. Han var lærer ved Århus Dag- og Aftenseminarium, indtil han i 1959 kom til Askov Højskole, hvor han var underviser indtil 1968. Efter en periode ved Grønlands Radio arbejdede han som sognepræst i Ho-Oksby fra 1972 til 1976, hvorefter han var forstander for Ry Højskole i perioden 1976-1988 og medarbejder ved TV 2 fra 1988 til 1994, hvor hans debatprogram Højlunds Forsamlingshus gjorde ham kendt i den brede befolkning. Han arbejdede siden som blandt andet forfatter og foredragsholder.
Højlund var i sine unge dage medlem af SF og har også været sognerådsformand for partiet i Malt Sogn.
Niels Højlund var far til journalist og radiovært Gertrud Thisted Højlund og fik i alt ni børn.

## Priser
- Kristelig Lytter- og Fjernseer-Forenings Pris
- Bibliotekarforbundets Døssing-Pris
- Den Gyldne Grundtvig
- Landbrugets Kulturpris